# Полет 590 на „Райън Интернешънълс Еърлайнс“
Полет 590 на „Райън Интернешънълс Еърлайнс“ е вътрешен товарен полет, който превозва поща на Пощенската служба на САЩ от международното летище „Грейтър Бъфало“, Бъфало, Ню Йорк, до международното летище „Индианаполис“, Индианаполис, Индиана, с междинно кацане на международното летище „Кливланд Хопкинс“, Кливланд, Охайо, Съединените американски щати, управляван от „Райън Интернешънълс Еърлайнс“. На 17 февруари 1991 г. самолетът„Макдонал Дъглас DC-9-15RC“, който изпълнява полета, се разбива при излитане от Кливланд и убива двамата пилоти, които са единствените души на борда на машината.
След проведено разследване Националният съвет за безопасност на транспорта определя, че причините за катастрофата са неспособността на екипажа да изпълни правилно процедурите по обезледяване на самолета, както и неопитността на Федералната авиационна администрация, „Макдонал Дъглас“ и „Райън Интернешънълс Еърлайнс“ с обледеняването на самолети DC-9-10 (най-късият вариант на DC-9). Ледът по крилата довежда до срив и загуба на контрол по време на опита за излитане.
Въпреки някои спорове относно точната причина за инцидента, описана в окончателния доклад и изявления на висши служители на Националния съвет за безопасност на транспорта, които си противоречат, съветът не преразглежда вероятната причина за катастрофата. След самолетната катастрофа при полет 405 на „Ю Ес Еър“ през 1992 г. при условия на обледеняване обаче съветът заявява, че лошият надзор от страна на авиационната индустрия е причина за катастрофата.